# Leucanella bivius
Leucanella bivius är en fjärilsart som beskrevs av Eugène Louis Bouvier 1926. Leucanella bivius ingår i släktet Leucanella och familjen påfågelsspinnare. Inga underarter finns listade i Catalogue of Life.